# 陳懷恩
陳懷恩（1959年12月3日—），台灣攝影師，1983年加入台灣電影業，曾經協助著名導演侯孝賢、鄭文堂等。陳懷恩的代表作是劇情片《練習曲》，妻子是知名舞台劇演員楊麗音。

## 電影作品
- 1983年：《兒子的大玩偶》場記
- 1985年：《青梅竹馬》助導、《童年往事》劇照
- 1986年：《戀戀風塵》音樂監督
- 1987年：《尼羅河的女兒》攝影
- 1989年：《悲情城市》攝影
- 1992年：《少年吔，安啦！》助導
- 1993年：《戲夢人生》副導演
- 1995年：《好男好女》攝影、音樂監督
- 1996年：《南國再見，南國》攝影、《忠仔》美術指導
- 2002年：《扣扳機》攝影、《7-11之戀》攝影、《美麗時光》美術指導
- 2005年：《經過》攝影
- 2007年：《練習曲》編劇、導演、攝影 [1]
- 2011年：《逍遙遊》導演、攝影（《他們在島嶼寫作》：余光中紀錄片）
- 2014年：《如歌的行板》導演、攝影（《他們在島嶼寫作》系列二：瘂弦紀錄片）
- 2017年：《曼菲》導演
- 2024年：《非想非非想》導演

## 外部連結
- 陳懷恩在互联网电影资料库（IMDb）上的資料（英文）（英文）
- 在AllMovie上陳懷恩的頁面（英文）
- 陳懷恩在香港影庫上的簡介
- 陳懷恩在豆瓣上的资料（简体中文）
- 陳懷恩在时光网上的簡介（简体中文）